# Hemisphere Media Group
Hemisphere Media Group, conocido por sus siglas HMTV, es un conglomerado mediático estadounidense, con sede en la ciudad de Coral Gables, Florida. Fue fundado en 1998 por Alan Sokol, propietario y socio de diferentes canales de televisión por suscripción y en abierta en América Latina. Así mismo adquirió la distribuidora de películas de Disney y productora de televisión Snap Media.
Es la única compañía de medios de comunicación de Estados Unidos puramente comercializada que cotiza en la bolsa de valores y se dirige a los mercados hispanos y latinoamericanos de alto crecimiento con plataformas líderes de transmisión, televisión por suscripción y contenido digital.

## Señales
Con sede en la Florida, Hemisphere posee y opera catorce redes estadounidenses de cable, cuatro redes latinoamericanas de cable y la principal red de televisión abierta en Puerto Rico, y tenía participaciones en una cadena de televisión abierta en Colombia y en español, las cuales fueron vendidas en noviembre de 2022. El servicio OTT en la cartera del Hemisphere de EE.UU.
| Señales          | Señales      | Señales |
| Nombre           | Programación | Feeds |
| ---------------- | ------------ | --- |
| WAPA-TV          | Generalista  | Zona 1: Puerto Rico |
| WAPA América     | Generalista  | Zona 1: Estados Unidos |
| CentroAmérica TV | Variedades   | Zona 1: Estados Unidos |
| Pasiones         | Telenovelas  | Zona 1: Estados Unidos Zona 2: Latinoamérica |
| Cine Latino      | Cine         | Zona 1: México (En conjunto con MVS Comunicaciones) Zona 2: Estados Unidos Zona 3: Latinoamérica                                                             |
| Otros servicios  |              | |
| Nombre           | Programación | Notas |
| Pantaya          | OTT          | Un servicio de suscripción digital multiplataforma en español que está bien posicionado para ser el jugador dominante en el espacio digital / OTT en español |
| Remezcla         | Cine         | Compañía digital de medios |
| Snap             | Cine         | Adquisición de esta productora y distribuidora de películas de Disney y televisión.                                                                          |
| Canal 1          | Variedades   | En diciembre de 2022, su participación en este canal de Colombia fue vendida a Phoenix Media.                                                                |